# Mistrovství Evropy v judu
Mistrovství Evropy v judu je sportovní akce. Turnaj organizuje Evropská judistická unie (EJU).

## Historie
První oficiální mistrovství se konalo v Paříži v roce 1951 a zápasilo se v kategoriích podle technických stupňů. Původní myšlenka zakladatele juda Japonce Džigoró Kanó, že mezi sebou mají zápasit pouze judisté stejného technického stupně, začala mít trhliny s ideou vstupu juda mezi olympijské sporty v polovině 50. let 20. století. Mezinárodní olympijský výbor (MOV) požadoval zavedení váhových kategorií podobně jako v zápase nebo boxu. Důvodem tohoto požadavku bylo zpřístupnění soutěží v judu i sportovcům ze zemí, kde je nedostatek kvalitních učitelů (senseiu). Tak, jak se děje například dnes, kdy většina judistů zvládá dvě až tři techniky a zbytek je o fyzické zdatnosti a mentální síle.
První unií, která zavedla váhové skupiny, byla EJU v turnaji mistrovství Evropy koncem 50. let. Řada zemí tento způsob jen složitě akceptovala a dokonce Britové se několik let odmítali soutěží ve váhových kategorií účastnit. Fakt byl však takový, že zápasení podle technických stupňů se do 10 let vytratilo z velkých turnajů a dnes je podobné soutěžení mezi jednotlivými zeměmi skoro zapomenuto. Faktorů bylo hned několik, ale nejvíc patrný je vstup sovětských judistů do turnajů začátkem 60. let, kteří neměli identický způsob udělování technických stupňů. Odlišný způsob mají i samotní Japonci (Kodokan).
V roce 1964 v Tokiu bylo judo poprvé součástí olympijských her, ale samotný systém turnaj MOV nepřesvědčil o jeho zařazení za další 4 roky v roce 1968. Evropská judistická unie reagovala na situace pružně a další ročníky experimentovala s rozšířením váhových kategorií, zavedením možných oprav a velkou měrou přispěla o návrat juda do rodiny olympijských sportů na hrách v Mnichově v roce 1972.
EJU se dá považovat za otce moderního sportovního juda. V polovině 70. let jako první unie zpřístupnila turnaje ženám. V roce 1974 se konal první mezinárodní turnaj žen a v roce 1975 první ženský turnaj mistrovství Evropy.
Výsledky z mistrovství Evropy mezi lety 1951–1965 jsou mimo majitelů zlatých a stříbrných medailí složitě doložitelné. Dobové výsledky z novinových článků se u dalšího pořadí rozcházejí. Důvodem byla v řadě případů amatérská/nadšenecká organizace turnajů, jak popisuje například dobový článek britského časopisu Judo turnaj mistrovství Evropy v roce 1962 v Essenu.
Medaile z mistrovství Evropy patří v dnešní době k nejcennějším titulům v rámci kontinentů, a to z důvodu velké vyrovnanosti jednotlivých národů Evropy.

## Soutěže na mistrovství Evropy

### První ročníky
- Mistrovství Evropy v judu 1951
- Mistrovství Evropy v judu 1952
- Mistrovství Evropy v judu 1953

### Váhové kategorie
| Rok  | Číslo | Místo                                           | Poznámky                                                                          |
| ---- | ----- | ----------------------------------------------- | --------------------------------------------------------------------------------- |
| 1954 | 1.    | Brusel, Belgie                                  | -                                                                                 |
| 1957 | 2.    | Rotterdam, Nizozemsko                           | -                                                                                 |
| 1958 | 3.    | Barcelona, Španělsko                            | -                                                                                 |
| 1959 | 4.    | Vídeň, Rakousko                                 | -                                                                                 |
| 1960 | 5.    | Amsterdam, Nizozemsko                           | -                                                                                 |
| 1961 | 6.    | Milán, Itálie                                   | -                                                                                 |
| 1962 | 7.    | Essen, Německo                                  | -                                                                                 |
| 1963 | 8.    | Ženeva, Švýcarsko                               | -                                                                                 |
| 1964 | 9.    | Berlín, Východní Německo                        | -                                                                                 |
| 1965 | 10.   | Madrid, Španělsko                               | -                                                                                 |
| 1966 | 11.   | Lucemburk, Lucembursko                          | -                                                                                 |
| 1967 | 12.   | Řím, Itálie                                     | -                                                                                 |
| 1968 | 13.   | Lausanne, Švýcarsko                             | -                                                                                 |
| 1969 | 14.   | Ostende, Belgie                                 | -                                                                                 |
| 1970 | 15.   | Berlín, Východní Německo                        | -                                                                                 |
| 1971 | 16.   | Göteborg, Švédsko                               | -                                                                                 |
| 1972 | 17.   | Voorburg, Nizozemsko                            | -                                                                                 |
| 1973 | 18.   | Madrid, Španělsko                               | -                                                                                 |
| 1974 | 19.   | Londýn, Spojené království                      | -                                                                                 |
| 1975 | 20.   | Lyon, Francie Mnichov, Německo                  | první mistrovství Evropy žen                                                      |
| 1976 | 21.   | Kyjev, Sovětský svaz Vídeň, Rakousko            | -                                                                                 |
| 1977 | 22.   | Ludwigshafen am Rhein, Německo Arlon, Belgie    | změna limitů jednotlivých váhových kategorií a jejich rozšíření (muži)            |
| 1978 | 23.   | Helsinky, Finsko Kolín nad Rýnem, Německo       | -                                                                                 |
| 1979 | 24.   | Brusel, Belgie Kerkrade, Nizozemsko             | -                                                                                 |
| 1980 | 25.   | Vídeň, Rakousko Udine, Itálie                   | -                                                                                 |
| 1981 | 26.   | Debrecín, Maďarsko Madrid, Španělsko            | -                                                                                 |
| 1982 | 27.   | Rostock, Východní Německo Oslo, Norsko          | -                                                                                 |
| 1983 | 28.   | Paříž, Francie Janov, Itálie                    | -                                                                                 |
| 1984 | 29.   | Lutych, Belgie Pirmasens, Německo               | -                                                                                 |
| 1985 | 30.   | Hamar, Norsko Landskrona, Švédsko               | -                                                                                 |
| 1986 | 31.   | Bělehrad, Jugoslávie Londýn, Spojené království | -                                                                                 |
| 1987 | 32.   | Paříž, Francie                                  | první společné ME mužů a žen                                                      |
| 1988 | 33.   | Pamplona, Španělsko                             | -                                                                                 |
| 1989 | 34.   | Helsinky, Finsko                                | -                                                                                 |
| 1990 | 35.   | Frankfurt, Německo                              | -                                                                                 |
| 1991 | 36.   | Praha, Československo                           | -                                                                                 |
| 1992 | 37.   | Paříž, Francie                                  | -                                                                                 |
| 1993 | 38.   | Athény, Řecko                                   | -                                                                                 |
| 1994 | 39.   | Gdaňsk, Polsko                                  | -                                                                                 |
| 1995 | 40.   | Birmingham, Spojené království                  | -                                                                                 |
| 1996 | 41.   | Haag, Nizozemsko                                | -                                                                                 |
| 1997 | 42.   | Ostende, Belgie                                 | -                                                                                 |
| 1998 | 43.   | Oviedo, Španělsko                               | změna limitů jednotlivých váhových kategorií                                      |
| 1999 | 44.   | Bratislava, Slovensko                           | -                                                                                 |
| 2000 | 45.   | Vratislav, Polsko                               | -                                                                                 |
| 2001 | 46.   | Paříž, Francie                                  |                                                                                   |
| 2002 | 47.   | Maribor, Slovinsko                              | -                                                                                 |
| 2003 | 48    | Düsseldorf, Německo                             | kategorie bez rozdílu vah naposledy součástí hlavní turnaje ME                    |
| 2004 | 49.   | Bukurešť, Rumunsko                              |                                                                                   |
| 2005 | 50.   | Rotterdam, Nizozemsko                           |                                                                                   |
| 2006 | 51.   | Tampere, Finsko                                 |                                                                                   |
| 2007 | 52.   | Bělehrad, Srbsko                                |                                                                                   |
| 2008 | 53.   | Lisabon, Portugalsko                            | kategorie bez rozdílu vah byla zrušena (naposledy v roce 2007)                    |
| 2009 | 54.   | Tbilisi, Gruzie                                 | -                                                                                 |
| 2010 | 55.   | Vídeň, Rakousko                                 | součástí hlavního turnaje ME byla po dlouhé době i soutěž týmů                    |
| 2011 | 56.   | Istanbul, Turecko                               | znovuzavedení možnosti startu dvou reprezentantů z jedné země ve váhové kategorii |
| 2012 | 57.   | Čeljabinsk, Rusko                               | -                                                                                 |
| 2013 | 58.   | Budapešť, Maďarsko                              | –                                                                                 |
| 2014 | 59.   | Montpellier, Francie                            | -                                                                                 |
| 2015 | 60.   | Baku, Ázerbájdžán                               | -                                                                                 |
| 2016 | 61.   | Kazaň, Rusko                                    | -                                                                                 |
| 2017 | 62.   | Varšava, Polsko                                 | -                                                                                 |
| 2018 | 63.   | Tel Aviv, Izrael                                | -                                                                                 |
| 2019 | 64.   | Minsk, Bělorusko                                | -                                                                                 |
| 2020 | 65.   | Praha, Česko                                    | -                                                                                 |
| 2021 | 66.   | Lisabon, Portugalsko                            | -                                                                                 |
| 2022 | 67.   | Sofie, Bulharsko                                | -                                                                                 |
| 2023 | 68.   | Montpellier, Francie                            | -                                                                                 |
| 2024 | 69.   | Záhřeb, Chorvatsko                              | -                                                                                 |
| 2025 | 70.   | Podgorica, Černá Hora                           | -                                                                                 |

pozn.: číslování je neoficiální (oficiální neexistuje)

### Soutěž týmů
Soutěž týmů je judistická soutěž, která je od roku 2010 součástí hlavního turnaje mistrovství Evropy.
- podrobnější informace zde

### Bez rozdílu vah
Zápolení mezi judisty, kde nerozhoduje váha ani technický stupeň je v současné době na ústupu. V Evropě se v tomto typu soutěže již prakticky nezápasí. Poslední turnaj mistrovství Evropy bez rozdílu vah se konal v roce 2007.
- podrobnější informace zde

### Technické stupně
Původní a dnes již zapomenutý typ soutěže, ve kterém spolu zápasili judisté podle technického stupně. Poslední turnaj na mistrovství Evropy mezi technickými stupni proběhl začátkem 60. let 20. století.
- podrobnější informace zde

### Amatérská (studentská) soutěž
S přijetím juda na olympijské hry v roce 1960 se řada judistů začala judu cíleně věnovat a řada z nich se judem živila jako instruktoři (trenéři). Pro amatéry (studenty) tak vznikla samostatná judistická soutěž. Se zrušením technických stupňů na mistrovství Evropy se z tohoto typu soutěže vyvinulo akademické mistrovství světa pořádané poprvé v roce 1966 v Praze.
- podrobnější informace zde

### Juniorské soutěže
Juniorské soutěže jsou důležitou součástí vývoje každého judisty. Od roku 2013 se zápasí v kategoriích do 18 let, do 21 let a do 23 let. Věkové limity se po určitých periodách mění.
- podrobnější informace zde

## Statistika mistrovství Evropy
Rekordy mistrovství Evropy ve váhových kategoriích. Do statistik nejsou započítány výsledky ze soutěží: bez rozdílu vah, týmů, technických stupňů, amatérských mistrovství Evropy, juniorské tituly.

### Pět a více titulů mistra Evropy
| p   | jméno                  | pohlaví | země               | od   | do   | počet | váha                  |
| --- | ---------------------- | ------- | ------------------ | ---- | ---- | ----- | --------------------- |
| 1.  | Edith Hrovatová        | žena    | Rakousko           | 1975 | 1984 | 8     | pololehká, superlehká |
| 2.  | Alina Dumitruová       | žena    | Rumunsko           | 2004 | 2012 | 8     | superlehká            |
| 3.  | Ulla Werbroucková      | žena    | Belgie             | 1994 | 2001 | 7     | střední, polotěžká    |
| 3.  | Gella Vandecaveyeová   | žena    | Belgie             | 1994 | 2001 | 7     | polostřední           |
| 5.  | Anton Geesink          | muž     | Nizozemsko         | 1959 | 1964 | 6     | těžká                 |
| 6.  | Isabel Fernándezová    | žena    | Španělsko          | 1998 | 2007 | 6     | lehká                 |
| 7.  | Tamerlan Tmenov        | muž     | Rusko              | 1998 | 2008 | 6     | těžká                 |
| 8.  | Telma Monteirová       | žena    | Portugalsko        | 2006 | 2021 | 6     | lehká, pololehká      |
| 9.  | Wim Ruska              | muž     | Nizozemsko         | 1966 | 1972 | 5     | těžká                 |
| 10. | Gerda Winklbauerová    | žena    | Rakousko           | 1978 | 1983 | 5     | lehká                 |
| 11. | Neil Adams             | muž     | Spojené království | 1979 | 1985 | 5     | polostřední           |
| 12. | Karen Briggsová        | žena    | Spojené království | 1982 | 1987 | 5     | superlehká            |
| 13. | Céline Lebrunová       | žena    | Francie            | 1999 | 2005 | 5     | polotěžká             |
| 14. | Mark Huizinga          | muž     | Nizozemsko         | 1996 | 2008 | 5     | střední               |
| 15. | Teddy Riner            | muž     | Francie            | 2007 | 2016 | 5     | těžká                 |
| 16. | Gévrise Émaneová       | žena    | Francie            | 2006 | 2016 | 5     | polostřední, střední  |
| 17. | Clarisse Agbegnenouová | žena    | Francie            | 2013 | 2020 | 5     | polostřední           |

### Tři a více titulů mistra Evropy v řadě
| p   | jméno                   | pohlaví | země               | od   | do   | počet | váha                  |
| --- | ----------------------- | ------- | ------------------ | ---- | ---- | ----- | --------------------- |
| 1.  | Anton Geesink           | muž     | Nizozemsko         | 1959 | 1964 | 6     | těžká                 |
| 2.  | Ulla Werbroucková       | žena    | Belgie             | 1994 | 1999 | 6     | střední, polotěžká    |
| 3.  | Gella Vandecaveyeová    | žena    | Belgie             | 1996 | 2001 | 6     | polostřední           |
| 4.  | Edith Hrovatová         | žena    | Rakousko           | 1975 | 1979 | 5     | pololehká, superlehká |
| 5.  | Alina Dumitruová        | žena    | Rumunsko           | 2004 | 2008 | 5     | superlehká            |
| 6.  | Christiane Kieburgová   | žena    | Německo            | 1976 | 1979 | 4     | těžká                 |
| 7.  | Gerda Winklbauerová     | žena    | Rakousko           | 1978 | 1981 | 4     | lehká                 |
| 8.  | Jocelyne Triadouová     | žena    | Francie            | 1979 | 1982 | 4     | polotěžká             |
| 9.  | Chazret Tleceri         | muž     | Rusko              | 1982 | 1985 | 4     | superlehká            |
| 10. | Bašir Varajev           | muž     | Rusko              | 1987 | 1990 | 4     | polostřední           |
| 11. | Catherine Arnaudová     | žena    | Francie            | 1987 | 1990 | 4     | lehká                 |
| 12. | Cécile Nowaková         | žena    | Francie            | 1989 | 1992 | 4     | superlehká            |
| 13. | Céline Lebrunová        | žena    | Francie            | 1999 | 2002 | 4     | polotěžká             |
| 14. | Jean-Jacques Mounier    | muž     | Francie            | 1970 | 1972 | 3     | lehká                 |
| 15. | Catherine Pierreová     | žena    | Francie            | 1975 | 1977 | 3     | polotěžká             |
| 15. | Sigrid Happová          | žena    | Německo            | 1975 | 1977 | 3     | lehká                 |
| 17. | Felice Mariani          | muž     | Itálie             | 1978 | 1980 | 3     | superlehká            |
| 18. | Karen Briggsová         | žena    | Spojené království | 1982 | 1984 | 3     | superlehká            |
| 19. | Neil Adams              | muž     | Spojené království | 1983 | 1985 | 3     | polostřední           |
| 19. | Vitalij Pesňak          | muž     | Bělorusko          | 1983 | 1985 | 3     | střední               |
| 21. | Brigitte Deydierová     | žena    | Francie            | 1984 | 1986 | 3     | střední               |
| 22. | Fabien Canu             | muž     | Francie            | 1987 | 1989 | 3     | střední               |
| 23. | Bruno Carabetta         | muž     | Francie            | 1988 | 1990 | 3     | pololehká             |
| 24. | Laëtitia Meignanová     | žena    | Francie            | 1991 | 1993 | 3     | polotěžká             |
| 25. | Paweł Nastula           | muž     | Polsko             | 1994 | 1996 | 3     | polotěžká             |
| 25. | Yolanda Solerová        | žena    | Španělsko          | 1994 | 1996 | 3     | superlehká            |
| 27. | Mark Huizinga           | muž     | Nizozemsko         | 1996 | 1998 | 3     | střední               |
| 28. | Tamerlan Tmenov         | muž     | Rusko              | 2001 | 2003 | 3     | těžká                 |
| 29. | Anne-Sophie Mondièreová | žena    | Francie            | 2006 | 2008 | 3     | těžká                 |
| 29. | Zaza Kedelašvili        | muž     | Gruzie             | 2006 | 2008 | 3     | pololehká             |
| 31. | Lucie Décosseová        | žena    | Francie            | 2007 | 2009 | 3     | střední, polostřední  |
| 32. | Avtandil Črikišvili     | muž     | Gruzie             | 2013 | 2015 | 3     | polostřední           |
| 32. | Kim Pollingová          | žena    | Nizozemsko         | 2013 | 2015 | 3     | střední               |
| 33. | Clarisse Agbegnenouová  | žena    | Francie            | 2018 | 2020 | 3     | polostřední           |